# Auguste Bichon
Pour les articles homonymes, voir Bichon.
Le docteur Auguste Pierre Bichon né à Bourgneuf-en-Retz dans la Loire-Atlantique le 26 novembre 1847 et mort le 3 juillet 1915 à Angers (Maine-et-Loire), était un homme politique et un médecin angevin.

## Biographie
Formé à Nantes et à Paris, ce médecin est un ancien combattant de la guerre franco-prussienne de 1870. Il devient après les débuts de la IIIe République conseiller municipal d'Angers, puis conseiller général du canton d'Angers-Nord-Ouest de 1893 à 1904, toujours positionné au centre-gauche. Il est élu député de 1902 à 1906. Son activité de médecin se concentre sur les soins apportés aux plus nécessiteux, de l'orphelinat municipal des filles à l'asile de vieillards, ainsi qu'au bureau de bienfaisance.

## Sources
- « Auguste Bichon », dans le Dictionnaire des parlementaires français (1889-1940), sous la direction de Jean Jolly, PUF, 1960 [détail de l’édition]
- Mairie d'Angers - Dictionnaire des rues - Place du Docteur Bichon